# Syniulus puddui
Syniulus puddui är en mångfotingart som beskrevs av Pius Strasser 1974. Syniulus puddui ingår i släktet Syniulus och familjen kejsardubbelfotingar. Inga underarter finns listade i Catalogue of Life.